# Fernand Lizotte
Fernand Lizotte, né le 4 mars 1904 à Lévis et mort le 28 août 1996 à Saint-Jean-Port-Joli, est un médecin et un homme politique québécois.
Il est député de L'Islet à l'Assemblée législative du Québec pour l'Union nationale de 1948 à 1960 et de 1962 à 1970.